# Heliozelidae
Gli Eliozelidi (Heliozelidae Heinemann & Wocke, 1876) sono una famiglia di lepidotteri, diffusa in tutti i continenti con 125 specie.

## Etimologia
Il nome del taxon è dovuto alla combinazione del termine greco ἤλιος (hélios) = sole, con quello tardo latino zelare = desiderare, per il fatto che queste falene sono solite volare alla piena luce del sole, con l'aggiunta del suffisso -idae, che indica una famiglia.

## Descrizione

### Adulto
La famiglia è rappresentata da minuscole falene diurne, piuttosto primitive, con nervatura alare di tipo eteroneuro e apparato riproduttore femminile provvisto di un'unica apertura per l'accoppiamento e per l'ovodeposizione; per quest'ultima caratteristica anatomica, in passato venivano collocate all'interno della divisione Monotrysia, oggi considerata obsoleta in quanto polifiletica.
In questo taxon è presente il processo tergosternale sul primo segmento addominale, tipico della maggior parte degli Adeloidea.
Le ali sono lanceolate, spesso grigio-brunastre, con macchie argentate su parte dell'ala anteriore, nella quale il tornus non è individuabile. L'ala posteriore presenta apice appuntito, è più corta dell'anteriore e adorna di una lunga peluria. Si osserva una marcata riduzione delle nervature alari, sia longitudinali, sia trasversali: nell'ala posteriore, la trasversale M-CuA è assente (carattere considerato autapomorfico), mentre l'anale è singola. Il settore radiale (Rs) è inoltre ridotto, ed anche media e cubito spesso non sono ramificati (p. es. nel genere Heliozela).
L'accoppiamento alare è di tipo frenato (con frenulum più robusto nei maschi), mentre è presente l'apparato di connessione tra ala anteriore e metatorace; si può inoltre riscontrare un ponte precoxale.
Il capo è insolitamente ispido di scaglie (altro autapomorfismo), benché queste ultime si trovino addossate alla capsula cefalica in prossimità del vertice.

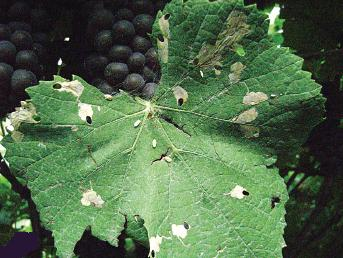
Mine fogliari di Holocacista rivillei su Vitis vinifera (fonte: Erik J. van Nieukerken et al., 2012)

Le antenne sono poco più corte della costa dell'ala anteriore: sono sottili e non ciliate. Lo scapo non presenta un pecten.
Gli occhi sono glabri. Gli ocelli sono assenti, come pure i chaetosemata. I palpi mascellari sono molto ridotti, con cinque articoli e privi di invaginazioni; quelli labiali sono pendenti, sottili e trisegmentati; la spirotromba è completa, a differenza di quanto si osserva nei Cecidosidae, con scaglie in prossimità della base.
Nelle zampe, l'epifisi è presente, mentre gli speroni tibiali hanno formula 0-2-4.
L'apparato genitale maschile rivela, su ogni valva, una struttura a pettine detta pectinifer.
Nel genitale femminile, l'ovopositore è ben sviluppato e di tipo perforante, tipico degli Adeloidea, al fine di permettere l'inserimento delle uova all'interno dei tessuti fogliari della pianta ospite.
L'apertura alare può variare da 5 a 8 mm, a seconda della specie.

### Uovo
Le uova, inserite singolarmente nei tessuti della pianta ospite, assumono la forma della "tasca" che le ospita.

### Larva
Il bruco possiede solitamente un capo prognato.
Le zampe toraciche sono di regola assenti, ma nei generi in cui si osservano, appaiono ben sviluppate; le pseudozampe sono quasi sempre assenti o vestigiali, con uncini (quando presenti) disposti su file multiple. Spesso al posto delle pseudozampe si notano dei calli ambulacrali, che in alcune specie di Antispila Hübner, 1825 e Coptodisca Walsingham, 1895, sono fusi assieme. Uno o più calli può essere riscontrato anche dorsalmente, sull'ottavo segmento addominale.

### Pupa
La pupa o crisalide, spesso lunga solo 2 o 3 mm, è exarata con antenne corte ed un lungo labrum, che si spinge fin oltre i palpi labiali. Le appendici sono libere e ben distinte, mentre la maggior parte dei segmenti addominali sono mobili (pupa dectica). Gli spiracoli di Antispila pfeifferella (Denis & Schiffermüller, 1775) sono sorretti da processi, posti ai lati dell'addome.

## Biologia

### Comportamento
Le uova vengono deposte una per volta, solitamente al di sotto dell'epidermide di un ramoscello della pianta ospite, talvolta anche direttamente nel picciolo di una foglia. La larva, che è di regola una minatrice fogliare, si fa strada verso il picciolo e poi verso la lamina della foglia, producendo caratteristiche mine fogliari. Queste ultime possono avere percorso serpentiniforme (ofionomi) oppure possono apparire come chiazze espanse, dai bordi più o meno lineari (stigmatonomi o fisonomi). In alcune specie, la larva scava inizialmente all'interno delle nervature della foglia, prima di passare al parenchima della lamina vera e propria. Al termine della fase di accrescimento all'interno delle mine, la larva costruisce un involucro ovale a partire da due lembi di epidermide fogliare, che lascia come ultimo risultato una sorta di foro ovoidale nella pagina della foglia; a questo punto si lascia cadere verso il fusto della pianta ospite o sul terreno, ove porta a termine il proprio sviluppo.
L'impupamento avviene quasi sempre sul terreno, ma in alcune specie il bozzolo rimane adeso ai ramoscelli della pianta nutrice.
Sono note anche specie nordamericane formanti cecidi (galle).

### Alimentazione
Le larve degli eliozelidi si accrescono su un ampio spettro di piante nutrici, con diverse specie polifaghe che, in alcuni casi, si cibano di tutti i membri di uno o più generi, oppure una singola essenza in particolare. Fa seguito un elenco parziale di generi e specie attaccati da questi bruchi:
- Alnus glutinosa L. (Betulaceae)
- Ampelopsis brevipedunculata (Maxim.) Trautv. (Vitaceae)
- Arbutus menziesii Pursh (Ericaceae)
- Betula papyrifera Marsh. (Betulaceae)
- Betula pubescens Ehrh. (Betulaceae)
- Callistemon R.Br. (Myrtaceae)
- Carya illinoinensis (Wangenh.) K.Koch (Juglandaceae)
- Castanea crenata Siebold & Zucc. (Fagaceae)
- Cayratia trifolia (L.) Domin (Vitaceae)
- Cercocarpus ledifolius Nutt. (Rosaceae)
- Cissus L. (Vitaceae)
- Cleyera japonica Thunb. (Theaceae)
- Cornus alba L. (Cornaceae)
- Cornus brachypoda C. A. Mey. (Cornaceae)
- Cornus canadensis L. (Cornaceae)
- Cornus controversa Hemsl. (Cornaceae)
- Cornus florida L. (Cornaceae)
- Cornus mas L. (Cornaceae)
- Cornus sanguinea L. (Cornaceae)
- Cornus sericea L. (Cornaceae)
- Crataegus parvifolia Willd. ex Torr. & A.Gray  (Rosaceae)
- Diospyros virginiana L. (Ebenaceae)
- Distylium racemosum Sieb. et Zucc. (Hamamelidaceae)
- Eucalyptus L'Hér. (Myrtaceae)
- Eugenia rhombea Krug & Urb. ex Urb. (Myrtaceae)
- Gaylussacia baccata (Wangenh.) K. Koch (Ericaceae)
- Hydrangea arborea Hort. ex Lavallée (Hydrangeaceae)
- Hydrangea macrophylla (Thunb.) Ser. (Hydrangeaceae)
- Hydrangea petiolaris Siebold & Zucc. (Hydrangeaceae)
- Hydrangea radiata Walter (Hydrangeaceae)
- Juglans nigra L. (Juglandaceae)
- Kalmia angustifolia L. (Ericaceae)
- Krugiodendron ferreum (Vahl) Urb. (Rhamnaceae)
- Lannea coromandelica (Houtt.) Merr. (Anacardiaceae)
- Malus Tourn. ex L. (Rosaceae)
- Nauclea orientalis (L.) L. (Rubiaceae)
- Nyssa sylvatica Marsh. (Nyssaceae)
- Ostrya Scop. (Corylaceae)
- Parthenocissus quinquefolia (L.) Planch. (Vitaceae)
- Parthenocissus tricuspidata (Siebold & Zucc.) Planch. (Vitaceae)
- Bistorta officinalis Delarbre (Polygonaceae)
- Psychotria dalzellii Hook.f. (Rubiaceae)
- Pyrus L. (Rosaceae)
- Quercus agrifolia Née (Fagaceae)
- Quercus gambelii Nutt. (Fagaceae)
- Quercus petraea (Mattuschka) Liebl. (Fagaceae)
- Quercus pubescens Willd. (Fagaceae)
- Quercus robur L. (Fagaceae)
- Quercus serrata Murray (Fagaceae)
- Quercus suber L. (Fagaceae)
- Quercus wislizeni A.DC. (Fagaceae)
- Reynosia latifolia Griseb. (Rhamnaceae)
- Rhizophora mangle L. (Rhizophoraceae)
- Ribes cereum Dougl. (Grossulariaceae)
- Salix lasiolepis Benth. (Salicaceae)
- Syzygium cumini (L.) Skeels (Myrtaceae)
- Vaccinium arboreum Marshall (Ericaceae)
- Vaccinium macrocarpon Aiton (Ericaceae)
- Vitis aestivalis Michx. (Vitaceae)
- Vitis arizonica Engelm. (Vitaceae)
- Vitis coignetiae Pulliat ex Planch. (Vitaceae)
- Vitis labrusca L. (Vitaceae)
- Vitis flexuosa Thunb. (Vitaceae)
- Vitis labruscana  (Vitaceae)
- Vitis riparia Michx. (Vitaceae)
- Vitis vinifera L. (Vitaceae)
- Vitis vulpina L. (Vitaceae)

### Parassitoidismo
Sono noti da tempo fenomeni di parassitoidismo ai danni delle uova o dei bruchi di Heliozelidae, da parte di imenotteri appartenenti alle superfamiglie Chalcidoidea e Ichneumonoidea; tuttavia questi antagonisti naturali non sempre riescono a limitare i danni arrecati dalle larve alle foglie delle piante ospiti.
Tra le moltissime specie di imenotteri responsabili di parassitoidismo nei confronti degli eliozelidi, citiamo:
- Famiglia Eulophidae Westwood, 1829
  - Achrysocharoides budensis (Erdos, 1954)
  - Baryscapus nigroviolaceus (Nees, 1834)
  - Chrysocharis coptodiscae Yoshimoto, 1973
  - Chrysocharis nepherea (Walker, 1839)
  - Chrysocharis nitetis (Walker, 1839)
  - Chrysocharis occidentalis (Girault, 1916)
  - Chrysocharis paradoxa Hansson, 1985
  - Chrysocharis pentheus (Walker, 1839)
  - Chrysocharis splendidissima (Girault, 1917)
  - Cirrospilus coptodiscae (Girault, 1916)
  - Cirrospilus diallus Walker, 1838
  - Cirrospilus flavicinctus Riley, 1883
  - Cirrospilus marilandi Girault, 1917
  - Cirrospilus pictus (Nees, 1834)
  - Cirrospilus talitzkii Boucek, 1961
  - Cirrospilus variegatus (Masi, 1907)
  - Cirrospilus viticola (Rondani, 1877)
  - Cirrospilus vittatus Walker, 1838
  - Closterocerus cinctipennis Ashmead, 1888
  - Closterocerus trifasciatus Westwood, 1833
  - Elasmus albicoxa Howard, 1885
  - Elasmus aspidiscae Girault, 1917
  - Elasmus flabellatus (Fonscolombe, 1832)
  - Elasmus hyblaeae Ferriere, 1929
  - Minotetrastichus frontalis (Nees, 1834)
  - Neochrysocharis formosa (Westwood, 1833)
  - Pediobius anomalus (Gahan, 1920)
  - Pediobius saulius (Walker, 1839)
  - Pnigalio kopetdagensis Myartseva & Kurashev, 1990
  - Pnigalio maculipes (Crawford, 1913)
  - Pnigalio minio (Walker, 1847)
  - Pnigalio pallipes (Provancher, 1887)
  - Pnigalio pectinicornis (Linnaeus, 1758)
  - Pnigalio uroplatae (Howard, 1885)
  - Ratzeburgiola incompleta Boucek, 1971
  - Tetrastichus spp. Haliday, 1844
- Famiglia Braconidae C.G.D.Nees, 1812
  - Centistidea ectoedemiae Rohwer, 1914
  - Colastes braconius Haliday, 1833
  - Colastes flavitarsis (Thomson, 1892)
  - Mirax aspidiscae Ashmead, 1893
  - Mirax coptodiscae Walley, 1941
  - Mirax minuta Ashmead, 1893
  - Pseudognaptodon omissus Fischer, 1965
  - Pseudognaptodon whartoni Williams, 2004
- Famiglia Encyrtidae Walker, 1837
  - Parablastothrix nearctica Miller, 1965

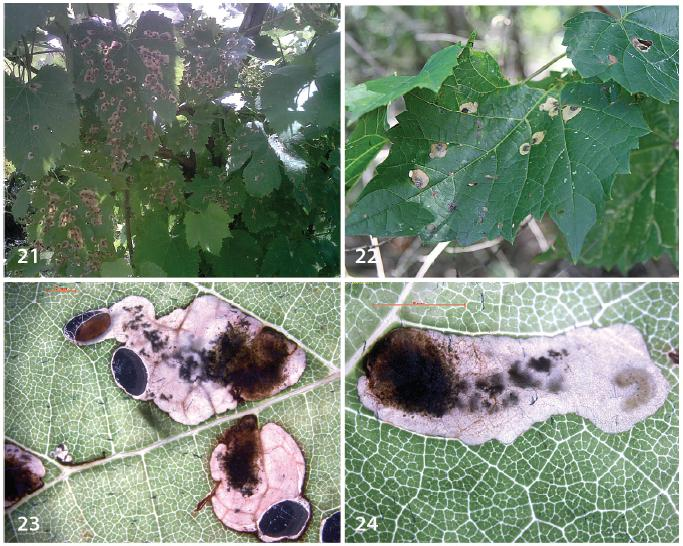
Mine di Antispila oinophylla su Vitis vinifera (fonte: Erik J. van Nieukerken et al., 2012)

## Rilevanza economica
Poiché le larve sono molto attive come minatrici fogliari, questa famiglia di lepidotteri risulta particolarmente interessante per le ricadute economiche che comporta, sia a carico del patrimonio forestale, sia di quello agricolo; è il caso per esempio di Holocacista rivillei (Stainton, 1855), che è in grado di produrre da 70-100 fino a 350 mine su una singola foglia di vite, provocando serie conseguenze sulla qualità e quantità della produzione vinicola.
Un caso emerso solo negli ultimi anni, è quello di Antispila oinophylla van Nieukerken & Wagner, 2012, specie nordamericana inizialmente scambiata per la congenere A. ampelopsifoliella Chambers, 1874, che, a partire dal 2006, si sta diffondendo nei vigneti di Trentino e Veneto, arrecando seri danni alla produzione di vitigni quali Moscato e Chardonnay.
Ancora più recente è l'introduzione nel territorio italiano di un'altra specie aliena, Coptodisca juglandella Chambers, 1874, la cui prima segnalazione risale a settembre 2010, su piantagioni di noce bianco (Juglans regia) nel Lazio e in Campania.

### Metodi di lotta
Finora i metodi di lotta integrata hanno visto l'impiego congiunto di insetticidi (quali gli esteri fosforici) con antagonisti naturali delle larve,  come i suddetti imenotteri calcidoidei.

## Distribuzione e habitat
La famiglia è cosmopolita, pur con una maggiore biodiversità in America Settentrionale e Australia; è tuttavia assente dalla Nuova Zelanda.
L'habitat è rappresentato da boschi e foreste a latifoglie.

## Tassonomia

### Sinonimi
Non sono stati riportati sinonimi.

### Generi
La famiglia si compone, a livello mondiale, di 12 generi, per un totale di 125 specie; di questi, 5 generi e 10 specie sono presenti in Europa, mentre solo 4 generi e 6 specie sono diffusi anche in Italia. Non sono noti endemismi italiani.
Alcuni autori ascrivono alle Heliozelidae anche il genere Plesiozela Karsholt & Kristensen, 2003, in realtà considerato dai più un sister group rispetto alla famiglia.
- Antispila Hübner, 1825 - Verz. bekannt. Schmett.: 419 (42 specie tra Olartico, Neotropico, Paleotropico ed ecozona orientale, di cui 3 in Europa e 2 in Italia settentrionale)[42]
- Antispilina Hering, 1941 - Dt. ent. Z. Iris 1941: 18 (1 specie in Europa, assente in Italia)[43]
- Coptodisca Walsingham, 1895 - Ent. mon. Mag. 31: 41 (18 specie neartiche, di cui solo una introdotta di recente in Italia Centro-Meridionale)[44]
- Heliozela Herrich-Schäffer, 1853 - Syst. Bearb. Schmett. Europ. 5: 15 (chiave), 56 (genere tipo) (29 specie tra Olartico, ecozona orientale ed Australasia, di cui 4 in Europa e 2 in Italia Settentrionale, Meridionale e Sicilia)[45]
- Holocacista Walsingham & Durrant, 1909 - Trans. ent. Soc. Lond. 1909 (Proc.): xxix (7 specie tra Paleartico, ecozona orientale e paleotropicale, di cui una specie presente anche in Italia Settentrionale, Meridionale e Sicilia)[46]
- Hoplophanes Meyrick, 1897 - Proc. Linn. Soc. N.S.W. 22: 298 (chiave), 409 (19 specie in Australasia)[47]
- Ischnocanaba Bradley, 1961 - Bull. Br. Mus. nat. Hist. (Ent.) 10: 167 (1 specie in Australasia)[48]
- Lamprozela Meyrick, 1916 - Exot. Microlepidopt. 2: 9 (2 specie nell'ecozona orientale)[49]
- Monachozela Meyrick, 1931 - Exot. Microlepidopt. 4: 185 (1 specie neotropicale)[50]
- Phanerozela Meyrick, 1921 - Exot. Microlepidopt. 2: 404 (1 specie neotropicale)[51]
- Pseliastis Meyrick, 1897 - Proc. Linn. Soc. N.S.W. 22: 298 (chiave), 406 (3 specie in Australasia)[47]
- Tyriozela Meyrick, 1931 - Exot. Microlepidopt. 4: 185 (1 specie nel Paleartico Orientale)[50]

### Alcune specie

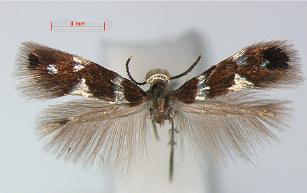
Antispila ampelopsifoliella
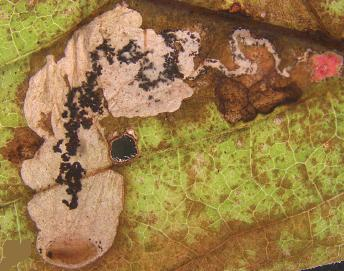
Antispila ampelopsifoliella Mina (ofiostigmatonomio)
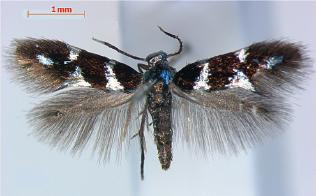
Antispila hydrangaeella
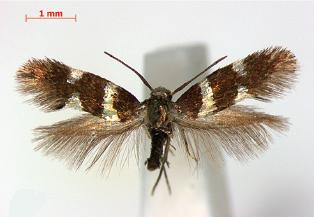
Antispila isabella
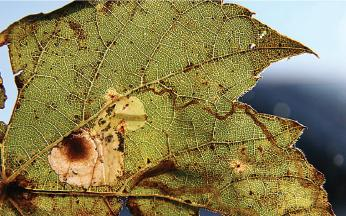
Antispila isabella Mina (ofiostigmatonomio)
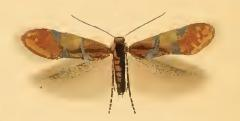
Antispila metallella
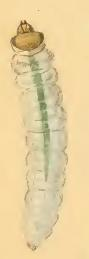
Antispila metallella Larva
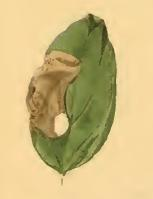
Antispila metallella Mina (stigmatonomio)
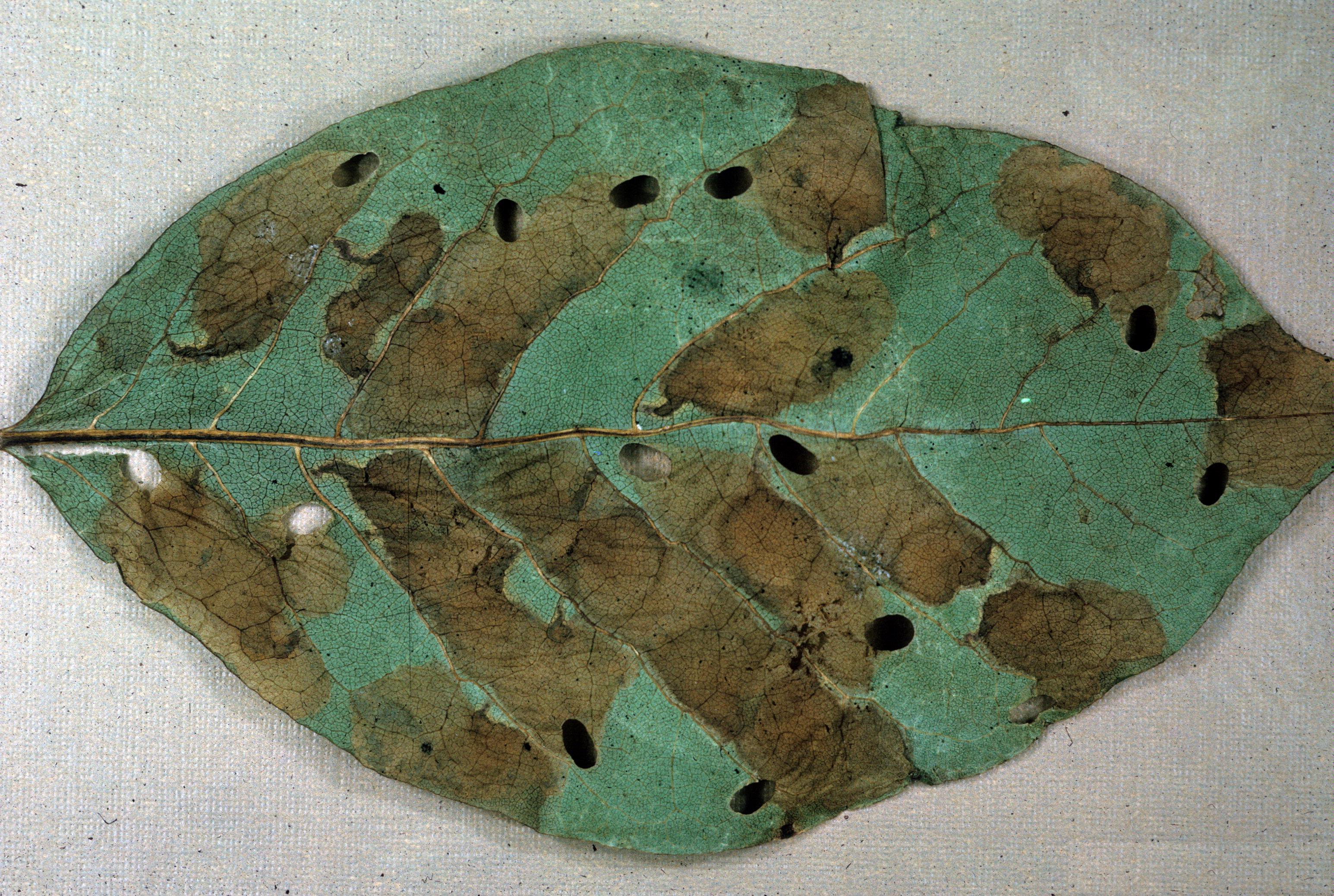
Antispila nysaefoliella Mine (stigmatonomi)
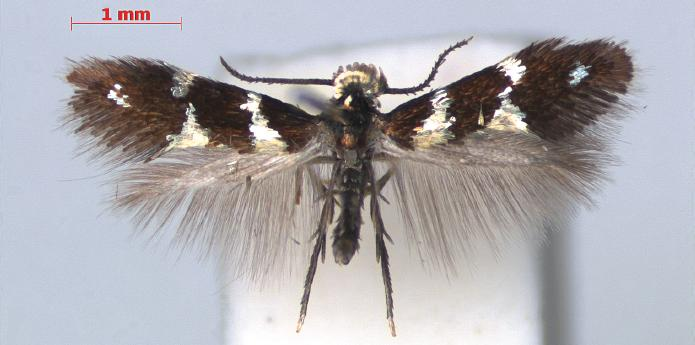
Antispila oinophylla ♂
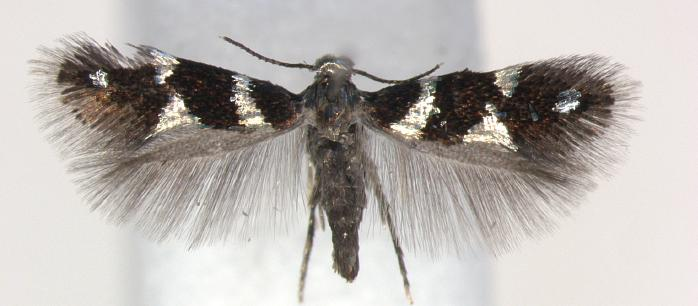
Antispila oinophylla ♀
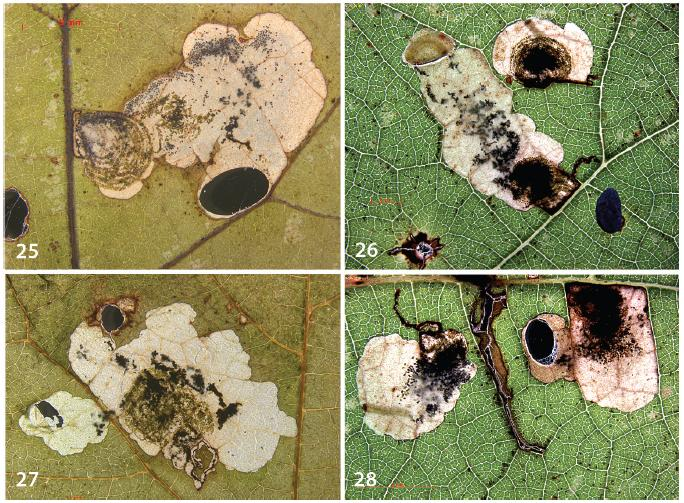
Antispila oinophylla Mine (stigmatonomi)
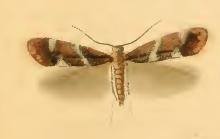
Antispila treitschkiella
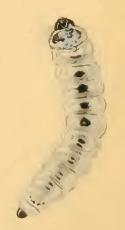
Antispila treitschkiella Larva
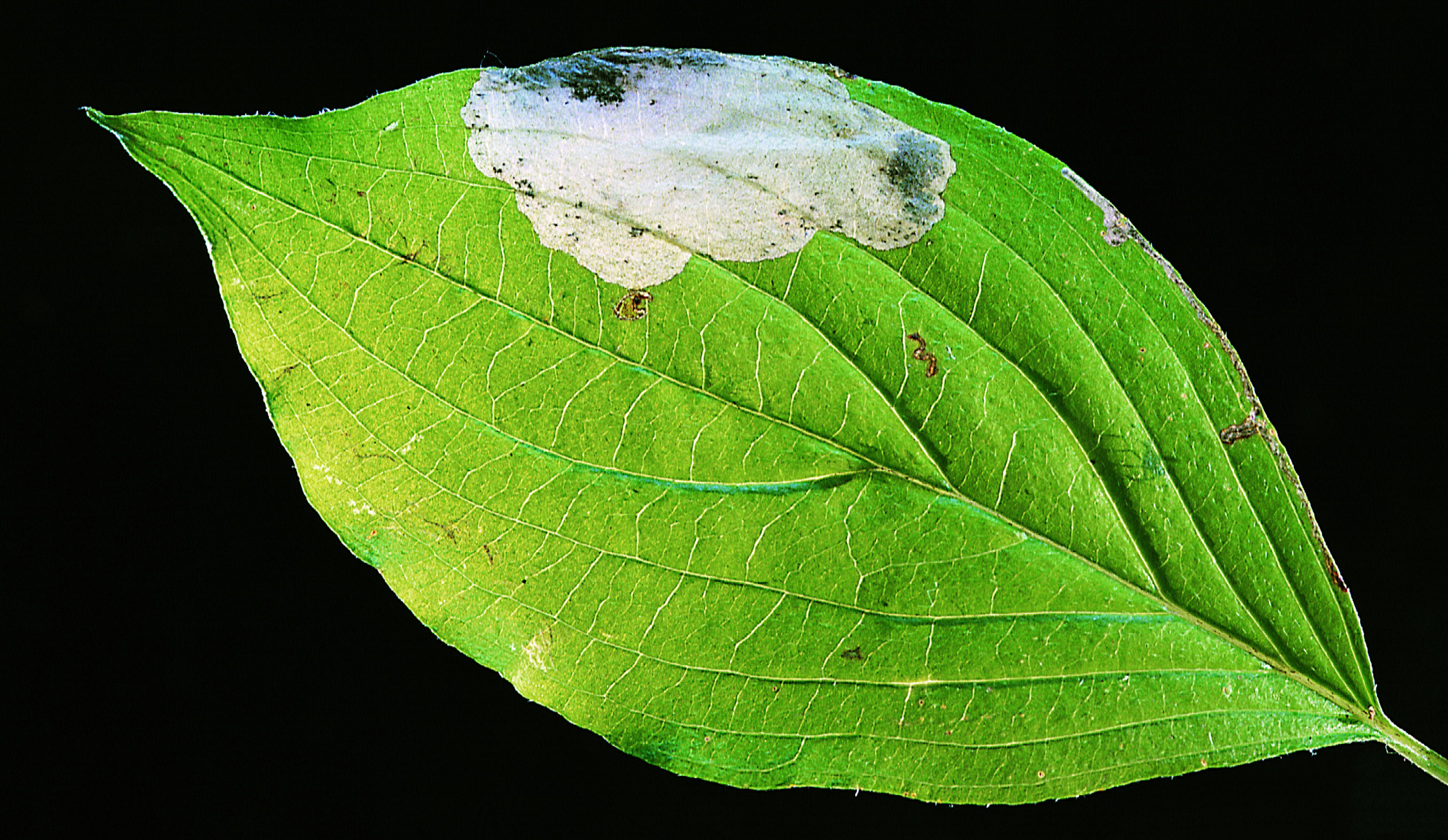
Antispila treitschkeella Mina (stigmatonomio)
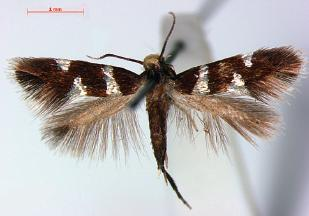
Antispila viticordifoliella
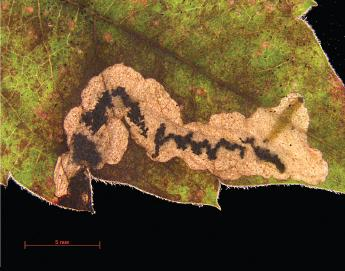
Antispila viticordifoliella Mina (stigmatonomio)
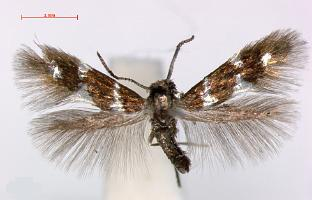
Antispila voraginella
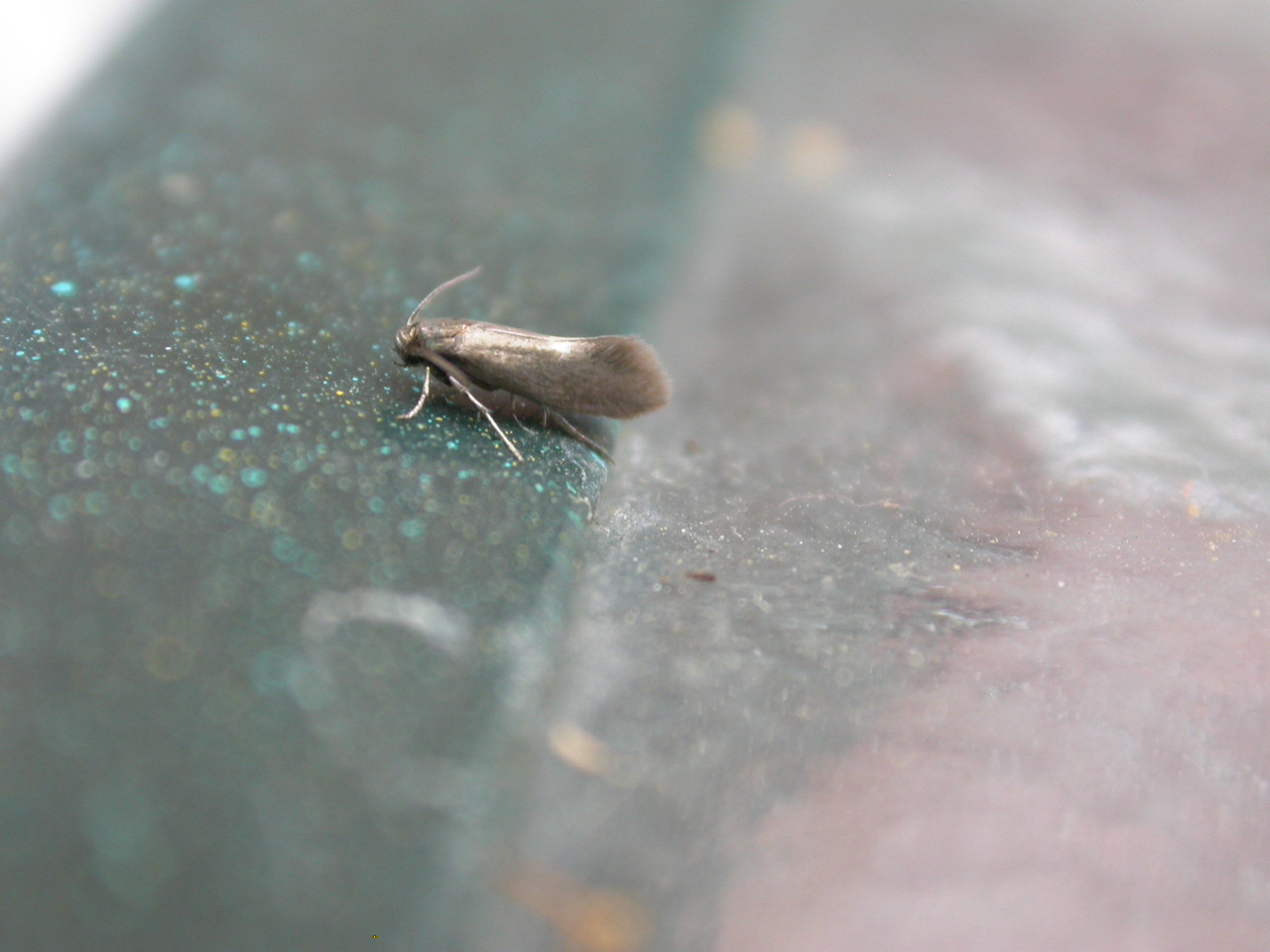
Heliozela sp.
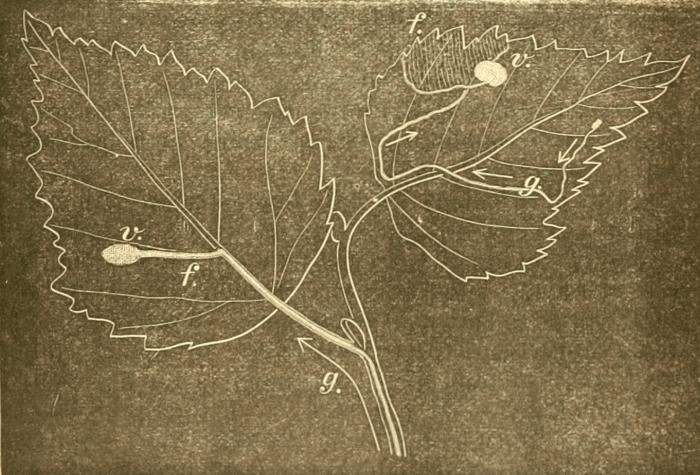
Heliozela hammoniella Schema della mina (a sinistra)
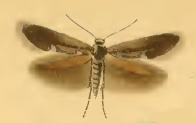
Heliozela resplendella
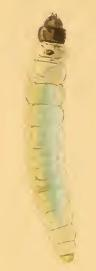
Heliozela resplendella Larva
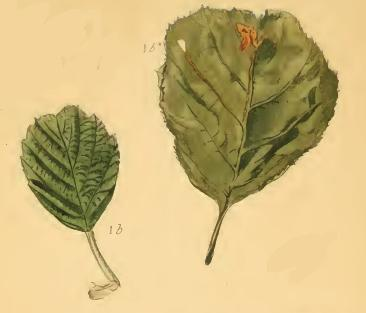
Heliozela resplendella Mine
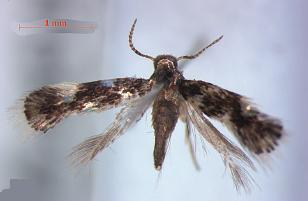
Holocacista rivillei
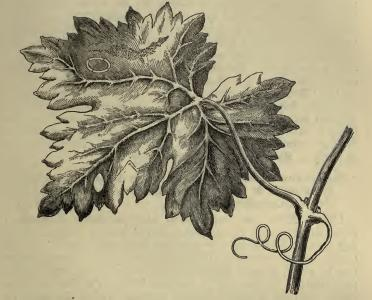
Holocacista rivillei Mine (ofiostigmatonomi)

## Conservazione
Nessuna specie appartenente a questa famiglia è stata inserita nella Lista rossa IUCN.